# 오자와 세이지
오자와 세이지(일본어: 小澤征爾, 1935년 9월 1일~2024년 2월 6일)는 일본의 지휘자이다.
부친은 치과의사 오자와 가이사쿠이며 만주국 협화회 창설자 중 1인이기도 하다. 일본의 싱어송라이터 오자와 켄지는 오자와 세이지의 조카이다.

## 생애
만주국 펑톈 성 펑톈(현 중화인민공화국 랴오닝성 선양시)에서 치과의사 오자와 가이사쿠의 3남으로 태어났다. 세이지의 이름은 부친 가이사쿠의 동료 이타가키 세이시로(板垣征四郎), 이시와라 간지(石原莞爾)의 이름에서 征(세이), 爾(지)의 이름을 각각 따왔다. 1945년부터 피아노를 배우기 시작한 세이지는 원래 피아니스트를 지망했지만 세이죠 학원 중학교 재학 시절 럭비 시합에서 손가락 골절상을 입는 바람에 포기했다. 1951년 세이죠 학원 고등학교에 진학한 후 사이토 히데오의 지휘 교실에 입문했고, 1952년에는 사이토 히데오의 주선으로 설립된 토호 여자 고등학교 음악과(여학교지만 음악과만 유일하게 남녀 공학)에 1기생으로 입학했다. 1955년 사이토 히데오가 교수를 맡고 있는 토호 학원 단기 대학(현 토호 학원 대학 음악학부)에 입학해 1957년 졸업했다. 1959년 단신으로 프랑스로 유학을 갔고, 같은 해에 열린 브장송 국제 지휘자 콩쿠르에서 1위를 차지한 후 당시 심사위원이었던 샤를 뮌슈의 주선으로 버크셔 음악센터(현 탱글우드 음악 센터)에 입학했다. 그 후 쿠세비츠키상을 수상하며 지휘자로서의 명성을 쌓기 시작하였다. 이후 헤르베르트 폰 카라얀에게 사사하고, 레너드 번스타인의 눈에 띄어 뉴욕 필 부지휘자로 부임하며 지휘자로서 첫 발을 내디뎠다.
1973년 미국 5대 오케스트라 중 하나인 보스턴 심포니 오케스트라 음악 감독으로 취임하여 최장 29년 간을 지휘하며 지휘자 인생의 절정을 보냈으며 퇴임 후 계관 음악 감독 칭호를 받았다. 1994년에는 소니 등의 후원으로 보스턴 심포니의 주 무대인 탱글우드에 1,180석 규모의 세이지 오자와 홀(Seiji Ozawa Hall)이 개관하기도 하였다.
1966년 잘츠부르크 음악제에서 빈 필을 첫 지휘한 이래 베를린 필, 런던 심포니 등 정상급 악단을 다수 객원 지휘하였다. 1998 나가노 동계올림픽 개막식에서는 나가노 올림픽 스타디움과 세계 5대륙의 도시(뉴욕, 베이징, 베를린, 시드니, 케이프타운)를 동시에 위성 중계로 연결하여 베토벤 심포니 9번 4악장(환희의 송가)을 하나로 엮어냈다.
2002년 빈 필 신년 음악회를 지휘하고, 그 해 빈 국립 오페라 극장 음악 감독으로 취임하여 2010년까지 역임하였다. 2008년 빈 국립 오페라 극장 일본 통산 100번째 공연을 지휘하였으며, 2010년에는 빈 필 명예 단원 칭호를 받았다.
1984년 스승인 사이토 히데오를 기념하기 위해 『사이토 키넨 오케스트라』를 조직하여 1987년 유럽 5개 도시 투어(베를린, 빈, 런던, 파리, 프랑크푸르트)를 성공적으로 마쳤고, 1990년에는 런던 로열 앨버트 홀에서 공연하였다. 1992년부터 나가노현 마쓰모토시에서 해마다 사이토 키넨 페스티벌을 개최하여 지휘하고 있다.
대한민국에는 1994년 빈 필을 이끌고 내한해 세종문화회관에서 첫 내한 공연을 가졌으며 2004년 다시 한 번 내한하였다. 2007년에는 빈 국립 오페라 극장과 함께 내한하여 예술의 전당에서 《피가로의 결혼》을 공연하기도 했다.

## 경력
- 1961 뉴욕 필하모닉 부지휘자
- 1964~1971 시카고 심포니 오케스트라 라비니아 음악 축제 음악 감독
- 1965~1969 토론토 심포니 오케스트라 음악 감독
- 1970~1977 샌프란시스코 심포니 음악 감독
- 1972 신일본 필하모닉 오케스트라 설립
- 1973~2002 보스턴 심포니 오케스트라 음악 감독
- 1991 신일본 필 명예 예술 감독
- 1999 신일본 필 명예 계관 지휘자
- 2002 보스턴 심포니 오케스트라 계관 음악 감독
- 2002~2010 빈 국립 오페라 극장 음악 감독
- 2010 빈 필하모닉 오케스트라 명예 단원

## 공연
- 1993 베를린 필 발트뷔네 콘서트 지휘
- 1998 나가노 동계올림픽 개막식 지휘
- 2002 빈 필 신년음악회 지휘
- 2003 베를린 필 발트뷔네 콘서트 지휘
- 2005 빈 국립 오페라 극장 재개관 50주년 갈라콘서트 지휘
- 2008 카라얀 탄생 100주년 기념 음악회 지휘

## 수상 및 서훈
- 1959년 제9회 브장송 국제 지휘자 콩쿠르 1위
- 1960년 탱글우드 음악 축제 쿠세비츠키상
- 1976년 'Evening at Symphony' 에미상
- 1994년 'Dvorak in Prague: A Celebration' 에미상
- 1998년 프랑스 레지옹 도뇌르 훈장 슈발리에(5등급)
- 2008년 일본 문화훈장
- 2011년 다카마쓰노미야 전하기념 세계문화상
- 2015년 케네디 센터 명예상
- 2022년 일본예술원 회원

## 저서
- 오에 겐자부로(공저) 《문학과 음악이 이야기한다》(정회성 역, 포노, 2018)

## 같이 보기
- 사이토 키넨 교향악단(サイトウ・キネン・オーケストラ)
- 신일본 필하모니 교향악단
- 보스턴 교향악단
- 미토예술관
- 미토실내관현악단